# Tordesilhas (desenho animado)
Tordesilhas é uma série de animação brasileira coproduzida pela 44 Toons e TV Cultura sendo exibida desde abril de 2017 pela TV-Rá-Tim-Bum e canal Cultura, contando com uma temporada de 26 episódios com duração de 11 minutos cada.

## Sinopse
No Brasil do século XVI, um grupo integrado por sete bandeirantes se aventura expandindo as fronteiras do território brasileiro além da busca incansável de tesouros e riquezas em locais exóticos como tribos gigantes, e encontrando canibais voadores e até mesmo uma fonte da juventude, se debatendo com todo tipo de mistérios escondidos em meio às florestas tropicais em episódios que misturam ação e aventura com piadas bem humoradas. O grupo é composto pelo líder Capitão Bandeira, que só pensa em achar tesouros; Gervásio, que é muito religioso devido aos santos fictícios que cita ao se assustar e está sempre acompanhado de Esmeralda, sua galinha de estimação; Bastião, um soldado que mais fala do que faz; Frade Bartolomeu, que só pensa em comida e o indígena Amberê, que talvez seja o único resquício de inteligência do grupo. Além disso, eles vivem se encontrando com os espanhóis comandados por Xavier, o maior inimigo da tropa.

## Lista de episódios
1-Índios Voadores Canibais
2-O Segredo Da Encruzilhada
3-O Tesouro Da Lagoa
4-Verdade Ou Cascata
5-Noivo Em Fuga
6-Fora De Quadro
7-No Reino Do Arranca-Línguas
8-6 Bandeiras e Um Destino
9-A Ira De Tupã
10-O Canto Da Iara
11-O Monstro Do Tietê
12-Eram Os Incas Astronautas?
13-Bandeirinhas
14-Penas Pra Que Te Quero!
15-A Hora Do Lobandeira
16-A Grande Urukonga
17-Brilho Eterno
18-A Cidade Das Estátuas
19-Capitães De Areia
20-Quem Quer 1 Milhão?
21-Os Homens De I-Tú
22-Bandeirácula
23-A Noite Dos Desenterrados Vivos
24-A Maldição Do Anel
25-Curupira

26-Ouro De Tolo